# 大関村 (福井県)
大関村（おおぜきむら）は福井県坂井郡にあった村。現在の坂井市の北部、えちぜん鉄道三国芦原線・大関駅の周辺にあたる。

## 歴史
- 1889年（明治22年）4月1日 - 町村制の施行により、蔵垣内村、西村、東中野村、大味村、東村、上関村及び下関村の区域をもって、大関村が発足する。
- 1955年（昭和30年）3月31日 - 大関村、東十郷村及び兵庫村が合併して、坂井村が発足する。

## 交通

### 鉄道路線
- 京福電気鉄道
  - 三国芦原線（現・えちぜん鉄道三国芦原線）
    - 大関駅

- 鉄道省
  - 北陸本線
    - 越前下関駅（廃止）